# Ordonnance malgré lui
Pour plus de détails, voir Fiche technique et Distribution.
Ordonnance malgré lui est un moyen métrage français réalisé par Maurice Cammage, sorti en 1932.

## Synopsis
Le colonel doit épouser la baronne du Flair, dès que la fille celle-ci aura trouvé un parti. Un ami du colonel propose son neveu : comte au blason dédoré. Le soldat Leneveu se présente chez la baronne, qui le prend pour le prétendant, alors qu'il est chauffeur du colonel. Gaffes et quiproquos. L'arrivée du véritable neveu, rétablit la situation. Leneveu file en salle de police.

## Fiche technique
- Titre : Ordonnance malgré lui
- Réalisation : Maurice Cammage
- Scénario : d'après la comédie de Sam Paul et Georges Rose
- Adaptation :Jean Kolb, Maurice Cammage
- Décors : Robert Saurin
- Photographie : Géo Clerc
- Son : Georges Gérardot
- Musique : Fernand Heintz
- Parolier : Jean Manse
- Production : Kraemer
- Distribution : Alliance Cinématographique Européenne (A.C.E)
- Format : Noir et blanc - Son mono - 1,37:1 - 35 mm
- Genre : Comédie
- Durée : 48 minutes pour une longueur de 1 300 m
- Année de sortie : 1932 Resortie en 1942.

Sources : Ciné-ressources et IMDb

## Distribution
- Fernandel : Alfred Leneveu, le chauffeur
- Alice Tissot : La baronne du Flair
- Jean Valroy : L'adjudant
- Fanny Darnell : Geneviève
- Anthony Gildès : Le colonel
- Monette Dinay : Rosine, la fille de la baronne
- Jean Gobet : Le vicomte de Marchevieule